# Mohammad Khouja
Mohammad Khouja (Riad, 15 de março de 1982) é um ex-futebolista profissional saudita, que atuava como goleiro..

## Carreira
Mohammad Khouja fez parte do elenco da Seleção Saudita de Futebol da Copa do Mundo de 2006.